# Квишен
Квишен — упразднённый населённый пункт, ныне урочище, в Багратионовском районе Калининградской области России.

## Название
Согласно Г. Геруллису, в 1508 г. упоминается как Койзен (нем. Koisen), затем как Квизен (нем. Kwisen). До 1938 г. назывался Квишен (нем. Kuyschen), в 1938—1945 гг. Кушен (нем. Kuschen).

## География
Расположен слева от реки Корневка, в 31 километре от Багратионовска и в 1 километре от российско-польской границы. в зоне хвойно-широколиственных лесов. Абсолютная высота — 170 метров над уровнем моря.

## История
В Восточной Пруссии с 1818 года входил в состав округа Хайлигенбайль (нем. Kreis Heiligenbeil).
В 1945 году после боёв между советскими и немецкими войсками в Квишене был похоронен ряд бойцов, в дальнейшем перезахороненных предположительно в соседнем Корневе.
В России в 2008—2018 гг. территория в составе Пограничного сельского поселения.

## Достопримечательности
Старые немецкие постройки и кладбища.